# 慧雲
慧雲（えうん、1730年3月2日（享保15年1月14日） - 1783年1月24日（天明2年12月22日））は、江戸時代中期の浄土真宗の僧。字は子潤、号は甘露・洞水・東岳。郷里の安芸国広島で多くの学僧を育てた。

## 概要
安芸国広島城下の専勝寺に生まれる。17歳で上洛、西本願寺学林で僧樸に師事する。郷里の広島に戻ってからは浄土真宗本願寺派の報専坊住職となる。自坊に私塾・甘露社を設け、大瀛や石泉僧叡ら多くの学僧を育て、「芸轍」（げいてつ、安芸学派とも）を形成した。
浄土真宗の宗旨である神祗不拝を徹底し、門徒に神棚を撤廃させたことから「神棚おろしの報専坊」と呼ばれた一方で、各集落単位に「お寄り講」と言われる僧侶と門徒の懇親会を推進し、安芸門徒の結束を固める努力をした。

## 著作
- 『無量寿経安永録』など[1]